# Dwayne Johnson
Dwayne Douglas Johnson, även känd under namnet The Rock, född 2 maj 1972 i Hayward, Kalifornien, är en amerikansk skådespelare, producent och fribrottare samt tidigare amerikansk fotboll-spelare i laget Miami Hurricanes.
Johnson har samoanskt, afro-amerikanskt och irländskt påbrå. Under tiden som fribrottare använde han artistnamnet Flex Kavana, när han gjorde sin debut i WWF tog han namnet Rocky Maivia och sen ändrade han det till "The Rock". Hans släkt var den första att få fram tre generationer i följd av stjärnor inom fribrottning. Han har många kusiner som brottas, bland annat Umaga Rikishi och Tabu. Hans adoptivmorfar High Chief Peter Maivia och hans far Rocky Johnson är båda två med i WWE hall of fame. År 2011 kom han tillbaka till WWE.
Han är känd för flera rivaliteter med Triple H, Chris Jericho, John Cena, Kurt Angle, Hulk Hogan och med Stone Cold Steve Austin som är en av de mest kända rivaliteter som varit i WWE. The Rock och Stone Cold har haft tre Wrestlemania matcher, de första två vann Stone Cold men den tredje vann The Rock. 
Johnson har vunnit WWE championship tio gånger, WCW championship två gånger och WWE Intercontinental Championship två gånger. Han vann Royal Rumble 2000. År 2003 bestämde Johnson sig för att sluta brottas och istället koncentrerar sig på skådespeleriet. Den 4 april 2011 sades det att The Rock skulle brottas med John Cena på Wrestlemania 28, 2012 den matchen räknas som en av de största matcherna någonsin, en match som The Rock vann. 2011 återvände han till WWE Survivor Series efter åtta år i en tag team match med John Cena. Den 7 april 2013 förlorade han sin WWE titel till John Cena, och efteråt tog han en längre paus.

## Privatliv
Åren 1997–2008 var Johnson gift med affärskvinnan och producenten Dany Garcia och deras dotter Simone föddes 2001. I augusti 2019 gifte sig Johnson med Lauren Hashian. Paret har två döttrar tillsammans.
Den 16 maj 2020 meddelade Johnson att hans dotter Simone hade undertecknat ett kontrakt med WWE.

## Filmografi (i urval)

### Film
| År   | Titel                            | Roll                                                             | Noter                          |
| ---- | -------------------------------- | ---------------------------------------------------------------- | ------------------------------ |
| 1999 | Beyond the Mat                   | Sig själv                                                        | Dokumentär                     |
| 2001 | Longshot                         | Mugger                                                           |                                |
| 2001 | Mumien - återkomsten             | Mathayus (Scorpion King)                                         |                                |
| 2002 | The Scorpion King                | Mathayus (Scorpion King)                                         |                                |
| 2004 | Walking Tall                     | Chris Vaughn                                                     |                                |
| 2005 | Be Cool                          | Elliot Wilhelm                                                   |                                |
| 2005 | Doom                             | Asher "Sarge" Mahonin                                            |                                |
| 2006 | Southland Tales                  | Boxer Santaros                                                   |                                |
| 2006 | Gridiron Gang                    | Sean Porter                                                      |                                |
| 2007 | Reno 911!: Miami                 | Agent Rick Smith                                                 | Cameo                          |
| 2007 | The Game Plan                    | Joe Kingman                                                      |                                |
| 2008 | Get Smart                        | Agent 23                                                         |                                |
| 2009 | Race to Witch Mountain           | Jack Bruno                                                       |                                |
| 2009 | Planet 51                        | Captain Charles T. Baker                                         | Röstroll                       |
| 2010 | Why Did I Get Married Too?       | Daniel Franklin                                                  | Okrediterad cameo              |
| 2010 | Tooth Fairy                      | Derek Thompson                                                   |                                |
| 2010 | The Other Guys                   | Christopher Danson                                               |                                |
| 2010 | You Again                        | Air Marshal                                                      | Okrediterad cameo              |
| 2010 | Faster                           | James Cullen / Driver                                            |                                |
| 2011 | Fast & Furious 5                 | Luke Hobbs                                                       |                                |
| 2012 | Journey to the Mysterious Island | Hank Parsons                                                     | Även medproducent              |
| 2013 | Snitch                           | John Matthews                                                    | Även producent                 |
| 2013 | G.I. Joe: Retaliation            | Marvin F. Hinton / Roadblock                                     |                                |
| 2013 | Pain & Gain                      | Paul Doyle                                                       |                                |
| 2013 | Fast & Furious 6                 | Luke Hobbs                                                       |                                |
| 2013 | Empire State                     | Detective James Ransome                                          | Direkt-till-videofilm          |
| 2014 | Hercules: The Thracian Wars      | Hercules                                                         |                                |
| 2015 | Fast & Furious 7                 | Luke Hobbs                                                       |                                |
| 2016 | Central Intelligence             | Bob Stone                                                        |                                |
| 2016 | Vaiana                           | Maui                                                             | Röstroll                       |
| 2017 | Baywatch                         | Mitch Buchannon                                                  | Även exekutiv producent        |
| 2017 | Fast & Furious 8                 | Luke Hobbs                                                       |                                |
| 2017 | Jumanji: Welcome to the Jungle   | Dr. Xander "Smolder" Bravestone                                  | Även exekutiv producent        |
| 2019 | Shazam!                          | Teth Adam / Black Adam                                           | Även exekutiv producent        |
| 2019 | Fast & Furious: Hobbs & Shaw     | Luke Hobbs                                                       | Även producent                 |
| 2019 | Jumanji: The Next Level          | Dr. Xander "Smolder" Bravestone                                  | Även producent                 |
| 2021 | Jungle Cruise                    | Captain Frank Wolff                                              | Även producent                 |
| 2021 | Free Guy                         | Bankrånare #2                                                    | Röstcameo                      |
| 2021 | Red Notice                       | John Hartley                                                     | Även producent                 |
| 2022 | DC League of Super-Pets          | Krypto / Bark Kent / Superdog, Anubis och Teth Adam / Black Adam | Även producent                 |
| 2022 | Black Adam                       | Teth Adam / Black Adam                                           | Även producent                 |
| 2023 | Fast X                           | Luke Hobbs                                                       | Cameo (okrediterat)            |
| 2024 | Red One                          | Callum Drift                                                     |                                |
| 2024 | Vaiana 2                         | Maui                                                             | Röstroll                       |
| 2025 | The Smashing Machine             | Mark Kerr                                                        | Postproduktion; även producent |
| 2026 | Vaiana                           | Maui                                                             | I produktion; även producent   |

### TV
| År                           | Titel                    | Roll                        | Noter                                          |
| ---------------------------- | ------------------------ | --------------------------- | ---------------------------------------------- |
| 2000, 2002, 2009, 2015, 2017 | Saturday Night Live      | Sig själv                   | Programledare; 5 avsnitt                       |
| 2009                         | 2009 Kids' Choice Awards | Sig själv                   | Programledare; TV-special                      |
| 2015-2019                    | Ballers                  | Spencer Strasmore           | 47 avsnitt; även exekutiv producent            |
| 2016                         | 2016 MTV Movie Awards    | Sig själv                   | Medprogramledare; TV-special                   |
| 2021–                        | Young Rock               | Adult Dwayne Johnson (röst) | Berättare; även skapare och exekutiv producent |
| 2022                         | Bianca                   | Sig själv                   | Gäst                                           |